# La Chapelle (Allier)
La Chapelle è un comune francese di 393 abitanti situato nel dipartimento dell'Allier della regione dell'Alvernia-Rodano-Alpi.

## Società

### Evoluzione demografica
Abitanti censiti